# Kevin Münch
Kevin Münch (* 27. Juli 1988 in Herne) ist ein deutscher Dartspieler mit dem Spitznamen „The Dragon“.

## Karriere
Münch war in seiner Jugend über viele Jahre die Nummer 1 der Jugendrangliste des Deutschen Dart-Verbands. Im Jahr 2008, nur zwei Jahre nach seinem Wechsel in die Herrenwertung, stand er bereits auf Platz 2 der DDV-Rangliste. Seitdem ist er auch festes Mitglied der deutschen Nationalmannschaft.
Seinen ersten internationalen Titel holte sich Münch 2009 beim Weltranglistenturnier in Bremen, dem German Gold Cup. Dort war er sowohl im Einzel, als auch im Doppel mit Sven Flück erfolgreich. Ein Jahr später wurde er Deutscher Meister der Herren, was ihm im Jahr 2013 erneut und im Jugendbereich bereits 2004 und 2005 gelang.
Münch kam bei den Winmau World Masters 2011 unter die letzten 40, bevor er gegen Colin Fowler verlor.
Mit dem Gewinn des deutschen Qualifyings, bei dem er im Finale Bernd Roith mit 10:8 besiegte, qualifizierte sich Münch für die PDC World Darts Championship 2012. In seinem Vorrundenspiel gegen Lee Choon Peng aus Malaysia gewann er mit 4:2 Legs. In der ersten Runde spielte er gegen Denis Ovens und gewann den ersten Satz mit 3:0 Legs, bevor Ovens gezwungen war, wegen einer Rückenverletzung das Spiel aufzugeben. Münch musste in der zweiten Runde gegen Steve Farmer antreten und verlor mit 2:4 Sets.
Kevin Münch wirft seine Darts, obwohl er eigentlich Rechtshänder ist, mit der linken Hand. Beim DDV-Spreecup 2008 in Berlin gelang Münch mit seinem Doppelpartner Sven Flück ein 9-Darter, wobei Münch die eröffnende 180 sowie das 141er-Finish warf.
Bei der PDC World Darts Championship 2018 gelang ihm nach überstandener Vorrunde eine große Überraschung, indem er in der ersten Runde gegen den zweifachen Weltmeister Adrian Lewis mit 3:1 gewann. In diesem Match warf Münch acht 180er-Aufnahmen und checkte ein Leg mit 158 Punkten aus. In der zweiten Runde schied er gegen den Spanier Toni Alcinas aus.
2024 war Kevin Münch wieder für die PDC Qualifying School gemeldet, gewann dabei aber kein Spiel und schied punktlos in der First Stage aus.

## Erfolge
- Deutscher Jugendmeister 2004, 2005
- Europacup Jugend 2004 (Doppel und Gesamtwertung)
- German Open Jugend 2006
- German Gold Cup 2009, 2015 (Herren Einzel)
- German Gold Cup 2009 (Herren Doppel)
- Deutscher Meister 2010, 2013
- Soft Tip Master of Masters Champion 2011

## Weltmeisterschaftsresultate

### PDC
- 2012: 2. Runde (2:4-Niederlage gegen  Steve Farmer)
- 2018: 2. Runde (1:4-Niederlage gegen  Toni Alcinas)